# Flore de France: ou, Description des plantes qui croissent spontanément en France en Corse et en Alsace-Lorraine
Flore de France: ou, Description des plantes qui croissent spontanément en France en Corse et en Alsace-Lorraine (abreviado Fl. France (Rouy & Foucaud)) es un libro con ilustraciones y descripciones botánicas que fue escrito conjuntamente por Georges C.Chr. Rouy y Julien Foucaud. Fue publicado en Asnières en 14 volúmenes en los años 1893-1913 con el nombre de Flore de France: ou, Description des plantes qui croissent spontanément en France en Corse et en Alsace-Lorraine / par G. Rouy [et J. Foucaud].
En los tomos 6-10 contribuyó Edmond Gustave Camus y en el tomo 10 también Nicolas-Jean Boulay.